# Xi
Xi (hoa Ξ, thường ξ) là chữ cái thứ 14 trong bảng chữ cái Hy Lạp. Trong hệ thống số Hy Lạp, nó có giá trị 60.

## Sử dụng
Trong vật lý, ξ là kí hiệu của suất điện động.